# Belle Rose
Belle Rose – jednostka osadnicza w Stanach Zjednoczonych, w stanie Luizjana, w parafii Assumption.